# لاري جورج
لاري جورج (بالإنجليزية: Larry George)‏ هو سياسي أمريكي، ولد في 1968. حزبياً، نشط في الحزب الجمهوري. وقد انتخب عضو مجلس ولاية أوريغون.